# Didier Crettenand
Didier Crettenand (Bovernier, 24 febbraio 1986) è un ex calciatore svizzero con passaporto italiano, di ruolo centrocampista.
Ha giocato nella massima serie del campionato elvetico con il Sion, oltre ad aver vinto due edizioni della Coppa Svizzera. È stato un nazionale Under-21.

## Carriera

### Club
Cresciuto nel Sion, dopo tre stagioni in Challenge League con la squadra vallesana conquistò la promozione in Super League. Passò quindi in prestito al Losanna, rimanendo in seconda divisione, per poi ritornare al Sion nel 2007, stagione in cui debutto nel massimo campionato svizzero. Il 30 settembre contro l'Aarau fece la prima comparsa in Super League, sotto la guida di Albertino Bigon. Con l'arrivo di Maurizio Jacobacci diventò titolare, segnando anche la sua prima rete Thun. Tuttavia, prima un infortunio ad una caviglia poi il ritorno di Bigon, lo portarono ai margini della squadra. Con l'arrivo, nella stagione successiva, del tedesco Uli Stielike, ritornò ad essere titolare, disputando 21 partite con il secondo gol. Nel 2009, con il nuovo allenatore Didier Tholot, torna ad essere ai margini della squadra per tutta la stagione, che lo vede protagonista in 11 occasioni. Termina le tre stagioni in Super League con 37 presenze e due reti.
Nel maggio del 2010 rimane senza contratto, e nel maggio dell'anno dopo firma un nuovo contratto con il Sion.
Con lo stesso Sion ha vinto due edizioni della Coppa Svizzera, nel 2006 e 2009.
Dopo aver rescisso il contratto con il Sion, ne firma uno per due stagioni con il Servette. Fa il suo esordio ufficiale con la maglia granata, il 13 luglio 2013 sul campo del Wohlen durante la prima partita della stagione.

### Nazionale
Ha disputato con la selezione elvetica Under-21 sette incontri, quattro dei quali nelle qualificazioni al campionato europeo di calcio Under-21 2009.

## Statistiche

### Presenze e reti nei club
Statistiche aggiornate al 10 gennaio 2011.
| Stagione    | Squadra     | Campionato  | Campionato | Campionato | Coppe nazionali | Coppe nazionali | Coppe nazionali | Coppe continentali | Coppe continentali | Coppe continentali | Altre coppe | Altre coppe | Altre coppe | Totale | Totale |
| Stagione    | Squadra     | Comp        | Pres       | Reti       | Comp            | Pres            | Reti            | Comp               | Pres               | Reti               | Comp        | Pres        | Reti        | Pres   | Reti   |
| ----------- | ----------- | ----------- | ---------- | ---------- | --------------- | --------------- | --------------- | ------------------ | ------------------ | ------------------ | ----------- | ----------- | ----------- | ------ | ------ |
| 2003-2004   | Sion        | CL          | 3          | 0          | CS              | ?               | ?               | -                  | -                  | -                  | -           | -           | -           | ?      | ?      |
| 2004-2005   | Sion        | CL          | 10         | 1          | CS              | ?               | ?               | -                  | -                  | -                  | -           | -           | -           | ?      | ?      |
| 2005-2006   | Sion        | CL          | 22         | 1          | CS              | ?               | ?               | -                  | -                  | -                  | -           | -           | -           | ?      | ?      |
| 2006-2007   | Losanna     | CL          | 24         | 1          | CS              | ?               | ?               | -                  | -                  | -                  | -           | -           | -           | ?      | ?      |
| 2007-2008   | Sion        | SL          | 5          | 1          | CS              | ?               | ?               | -                  | -                  | -                  | -           | -           | -           | ?      | ?      |
| 2008-2009   | Sion        | SL          | 21         | 1          | CS              | ?               | ?               | -                  | -                  | -                  | -           | -           | -           | ?      | ?      |
| 2009-2010   | Sion        | SL          | 11         | 0          | CS              | ?               | ?               | -                  | -                  | -                  | -           | -           | -           | ?      | ?      |
| Totale Sion | Totale Sion | Totale Sion | 72         | 5          |                 | ?               | ?               |                    | -                  | -                  |             |             |             | ?      | ?      |
| Totale      | Totale      | Totale      | 96         | 6          |                 | ?               | ?               |                    |                    |                    |             |             |             | ?      | ?      |

## Palmarès

### Club
- Coppa Svizzera: 3

Sion: 2005-2006, 2008-2009, 2010-2011